# Џорџ Рук
Сер Џорџ Рук (енгл. George Rooke; 1650 — 24. јануар 1709) је био енглески поморски командант. Рођен је Кентерберију 1650. године. Учествовао је у Рату Велике алијансе и Рату за шпанско наслеђе. Командовао је здруженом англо-нозоземском флотом у бици код Кадиза и бици у заливу Виго где је готово уништио шпанску Флоту Индија.
Са сером Клодеслијем Шовелом учествовао је у заузимању Гибралтара 1704. и био је гувернер Гибралтара од 24. јула до 4. августа 1704. године.